# Sonák

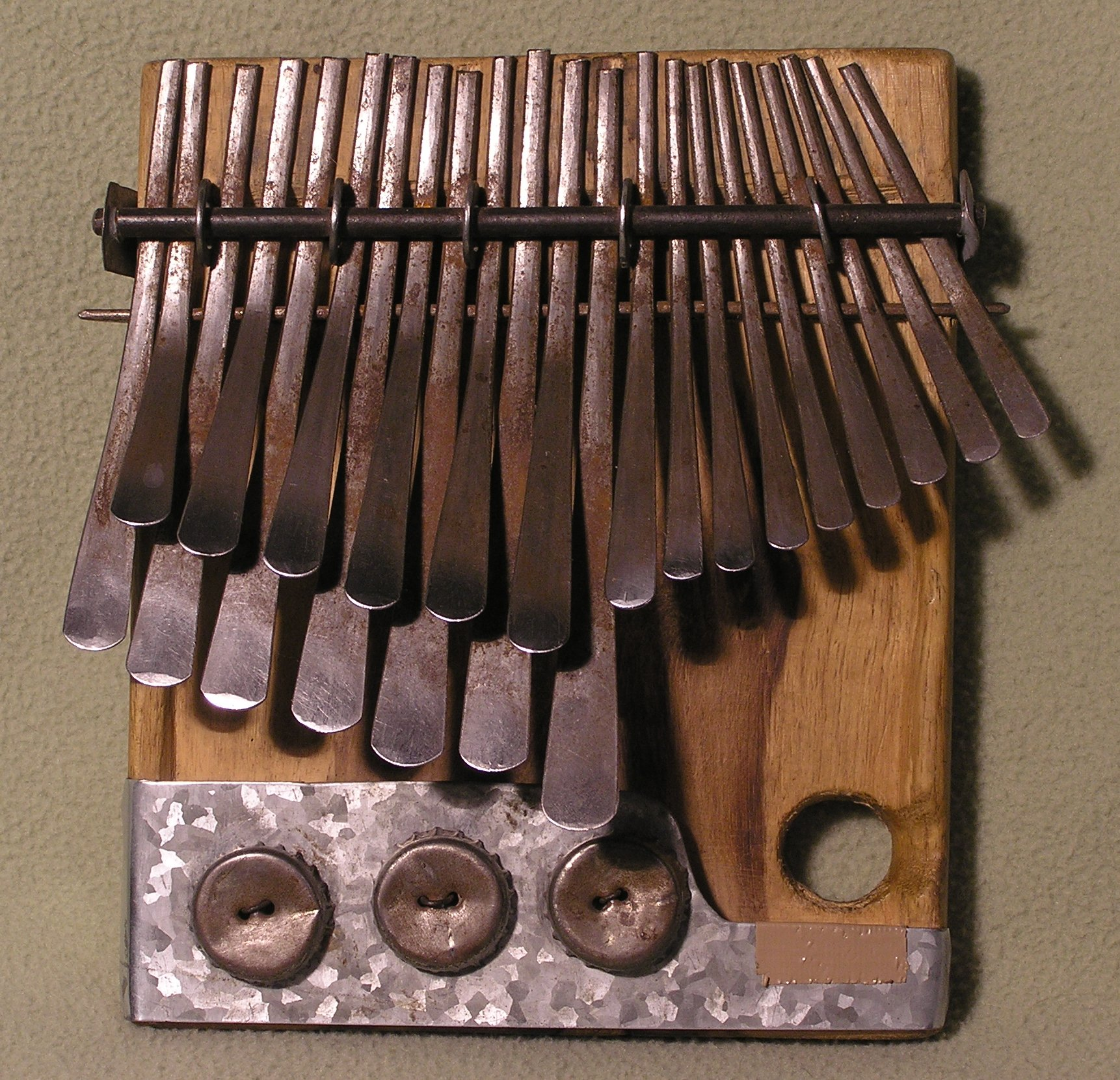
Mbira dzavadzimu

A sona /ˈʃoʊnə/ zimbabwei és dél-mozambiki népcsoportok gyűjtőneve, amelyek a sona (bantu) nyelv valamelyik nyelvjárását beszélik. Többnyire földművelő életmódot folytatnak, babot, kukoricát, földimogyorót, tököt és édesburgonyát termesztenek. Körülbelül kilencmillióan vannak, ők adják Zimbabwe lakosságának háromnegyedét. A 19. század vége óta Zambiában is él egy kis csoportjuk. Öt fő törzsük a karanga, a zezuru, a manyika, a ndau és a korekore. Legközelebbi rokonuk a lemba és a ndebele nép.

## Történelmük
A sona nép ősei valószínűleg az első évezredben a helyi szan nép és a gokomere hódítók  (saját nyelvükön a hungwék és a mbirék) keveredéséből keletkeztek. Ők építhették 600 körül Nagy-Zimbabwét és a többi fallal körbevett ősi zimbabwei települést. Belőlük vált ki több mai afrikai törzs, például a venda és a lovendu. 1420 körül a karanga klán Mwanamutapa vezetésével megalapította a Mwanamutapa birodalmat, az első nagy zimbabwei civilizációt. Az 1440-es évek közepére a birodalom kiterjedt az egész zimbabwei fennsík és a mai Mozambik egy részére; a földművelés mellett a szövő-, vas-, arany- és rézipar is fejlett volt. Működésének tetőpontján az ott készült aranytárgyak némelyike Kínáig is eljutott. 1490-ben a birodalom két részre szakadt, az északi Mwanamutapa az Indiai-Óceántól a mai Közép-Zambiáig, és Közép-Zimbabwétől a Zambézi folyóig terjedt. A déli rész, Changamire, magába foglalta Nagy-Zimbabwét. A két birodalom ebben a korszakban Délkelet-Afrika leghatalmasabb társadalmát alkotta, a karangák vezetése alatt.
1500 körül a birodalom hanyatlásnak indult. Belső hatalmi harcok során egyre kisebb birodalmakra, majd apró törzsi államokra szakadt; ez idő tájt megjelentek a portugálok is, és a 16–17 században fokozatosan átvették az uralmat. 1690-ben számos sona állam a rozvi birodalommá egyesült, és kiszorította a portugálokat a megszállt területek nagy részéről. A következő két század Dhlo-Dhlo, Khami és Nagy-Zimbabwe második fénykora volt. A 19. század közepén örökösödési viszályok felaprózták a birodalmat, majd a Mzilikazi vezette ndebele csoportok (akiket a Saka Zulu vezette zuluk kiszorítottak saját területükről) romba döntötték a birodalmat, lakóinak nagy része elmenekült. A kölcsönösen érthető nyelvet beszélő csoportok az angol gyarmatosítók ellen vívott 1896–97-es függetlenségi háború, az első chimurenga idején egy Mukwati nevű vallási vezető alatt egyesültek a mai sona néppé.
A fehér vezető réteg elleni függetlenségi harc, a második chimurenga idején a sonák, közülük is főként a karangák voltak a ZANLA, a Zimbabwei Nemzeti Felszabadító Hadsereg derékhada a fehérek elleni háborúban, míg a rivális ZIPRA (Zimbabwei Népi Felszabadító Hadsereg) tagjai többynire ndebelék voltak. A háború után az élre kerülő Robert Mugabe mára nagyrészt zezurukkal töltötte fel a kormányt, a karangák így kiszorultak a vezetésből.

## Kultúrájuk
Híresek kőfaragásaikról és zenéjükről. Jellegzetes hangszerük a mbira.